# Thomas G’schrey
Thomas G’schrey (* 31. Juli 1959 in Berlin) ist ein deutscher Musiker, der unter den Namen „TT Geigenschrey“, „Thomthom Geigenschrey“ bzw. „TThomthom Geigenschrey“ bekannt ist.

## Karriere
Thomas G’schrey ist seit 1982 in der nationalen wie internationalen Subkultur-, E- und U-Studio- und Live-Musikszene aktiv. Er ist der Sohn des 1968 verstorbenen Berliner-Gruppe-Informel-Gründers und Bauhauskünstlers Paran G’schrey und Enkel des bis 2002 in der Künstlerkolonie Berlin wirkenden Kunstmalers und Poeten Ludwig G’schrey.
Als „TT Geigenschrey“ tat er sich unter anderem als Musikjournalist, Konzertveranstalter, Kulturmanager, Studio-, Tour- und Impro-Musiker, Songwriter, Begleiter, Film- und Theatermusiker hervor. Zudem erstellte er Filmvertonungen und Live-Stummfilmvertonungen, musizierte für Performances und die Begleitung von Lesungen.
Als „Thomthom Geigenschrey“ und „TT Geigenschrey“ ist Thomas G’schrey musikjournalistisch bei mehreren Musikjournalen tätig:
- (Zillo Berlinredaktion), wie den Kulturressorts der
- Berliner TAZ (1984–87),
- Zitty (1993–96),
- tip (1988–92)
- Berliner Morgenpost (1987–97).

1989 bis 1996 war er als Booking Agent und Promoter (unter dem Namen „Kulturtäter“ Booking/Promotion) für das Renommee und Programm des Club Insel der Jugend in Treptow inhaltlich und organisatorisch verantwortlich.
Seit 1983 arbeitet er parallel als experimenteller Rock-, Pop-, Avantgarde- und Free-Jazz-Geiger, Tour- und Studiomusiker in Produktionen von Künstlern wie Faust, Embryo, Norbert Schwefel, Mooseheart Faith Instellar Groove Band (Ex-The Angry Samoans), Artwork (Goethes Erben), Paul James Berry (Ex-The Rose of Avalanche), Exedra, Kiwisex (Kx Noizsystem), Santrra Oxyd, Vic Chestnutt, Giant Sand, HF Coltello, Bill Direen (The Bilders), Sandra Bell, Bernd Kistenmacher, Günter Schickert, Clive Product, The Hitmen 3, Messin Cissokho, The Renderers, Gianni Mimmo und dem Artaud Theater Berlin.
Im Umfeld des ostwestfälischen Labels Fast Weltweit wirkte er als Mitglied der Band Der Fremde des Musikers Achim Knorr und war Manager der Berliner Band Jetzt!.
2010 und 2011 spielte Thomas G’schrey mit dem Musiker und Produzenten Norbert Schwefel Aufnahmen im Studio Audiomobil in Berlin-Wedding ein und sie traten unter dem Namen Schwefel & Geigenschrey an diversen Orten Berlins wie der inzwischen geschlossenen Theaterkapelle Friedrichshain auf.

## Wirkung
Sven Regener antwortete auf die Frage, wie „es zu seinem Gesinnungswechsel von Postpunk zurück zur Musik der 68er“ gekommen sei:
„Mit 68 hat das nichts zu tun. Aber tatsächlich: In der ersten Rezension unseres allerersten Element-of-Crime-Konzerts in der taz schrieb damals Thomthom Geigenschrey: ‚Der Sänger soll mal lieber wieder Trompete spielen und nicht versuchen, Bruce Springsteen und Bob Dylan nachzumachen.‘ Dabei ist es im Grunde geblieben (lacht). Der Laden war übrigens rappelvoll, weil zuvor in der taz in einer Ankündigung gestanden hatte: ‚Neue Band mit Leuten von Neue Liebe und Fehlfarben.‘“

## Projekte
G’schreys Hauptinstrument ist die Geige. Er ist in sehr unterschiedlichen Musikstilen und Richtungen vertreten, meist als Improvisationskünstler und Livemusiker mit eigenem Beitrag und Klang. Nach Gehör ad hoc arbeitend begleitet er live Künstler mit musikalischen Arrangements, übernimmt und erweitert mit seinem Instrument komplette Melodien und Begleitsätze z. B. Rhythmusgitarren, Basslinien, Keyboards.
- Aufnahmen mit Bernd Kistenmacher
- Aufnahmen mit Norbert Schwefel bei Produzent Rene Schmidt
- Aufnahmen mit Un Escargot vide
- Aufnahmen mit Diego Ferri
- Aufnahmen mit The Bilders[8]

### TT Geigenschrey – Album „Pi“
Am 20. März 2025 stellte die taz‑Kolumne „Neue Musik aus Berlin“ das neue Album „Pi“ von TT Geigenschrey vor.
Die Musik verbindet Psych‑Rock, Kraut‑Rockerinnerungen und Free‑Jazz‑Elemente mit nachdenklicher Violine. Das Album enthält elf größtenteils instrumentale Stücke und dauert rund 80 Minuten. „Sea of Total Darkness“ eröffnet mit hypnotischem Gewand psychotischer Klanglandschaften, während „Main Man“ mit Vocals von Norbert Schwefel eher mild und folkrock‑nah klingt. Eine rund 25‑minütige Version von „Sister Morphine“ steht im Kontrast zur knapp fünfminütigen Originalfassung von Marianne Faithfull. Ein weiterer Track, „Irrlichterloh“, betont filmhafte Qualitäten, passend zur Live‑Vertonung des Stummfilms Der Mann, der lacht, bei der Geigenschrey zusammen mit dem Projekt Sonic Inkraut auftritt (Theo Jörgensmann, Kurt Dahlke, Chris Hughes, Mark Beumer).

## Veröffentlichungen
- TT Geigenschrey auf discogs[10]
- Kompositionen auf CD von Bernd Kistenmacher[11]
- Erwähnung in der Zitty, Berlin  / Schwefel und TT Geigenschrey Live im King Kong Club[12]
- D. Ferri / TT Geigenschrey - Digitales Album, ōnyūdō, 2012[13]
- Vertonung von Walter Ruttmanns Stummfilmklassiker „Berlin - Sinfonie der Großstadt“ mit Günter Schickert[14]
- Produktion mit der kanadischen Band PARO[15]